# Sierra Cazorla
Sierra Cazorla es la marca comercial de Agua Mineral Natural de la empresa Explotaciones Internacionales Acuiferas S.A. "EIASA". La envasadora se encuentra en la localidad de Villanueva del Arzobispo, provincia de Jaén (España). 

## Manantial Sierra Cazorla
Debe su nombre al manantial de Sierra Cazorla, situado en el parque natural de las Sierras de Cazorla, Segura y Las Villas, espacio protegido nombrado Reserva de la biosfera por la Unesco desde 1983 y Zona de Especial Protección para las Aves (ZEPA) desde 1987.

## La Envasadora
Sierra Cazorla (EIASA) es una de las envasadoras de agua con más capacidad de envasado de toda España.  Por la zona en la que está situado dicho manantial, sin posibilidades de agricultura, Evita la posibilidad de productos tóxicos utilizados en la agricultura actual en las zonas colindantes al manantial. En dichas instalaciones se envasa agua tanto en recipientes de plástico como de cristal.
No es la única envasadora de agua mineral de la Provincia de Jaén, pero si la más importante, muy por encima de las de Agua Sierras de Jaén y Agua Sierra Natura en Los Villares y Aguas La Paz en Marmolejo.

## Composición Química
- Análisis químico realizado por la Universidad de Granada ("instituto del agua") en junio de 2002.

| Tipo         | Cantidad   |
| ------------ | ---------- |
| Bicarbonatos | 465'4 mg/l |
| Sulfatos     | 14,9 mg/l  |
| Cloruros     | 2,7 mg/l   |
| Sodio        | 1,3 mg/l   |
| Calcio       | 77,8 mg/l  |
| Magnesio     | 37,1 mg/l  |
| Sílice       | 7,0 mg/l   |
| Potasio      | 0'3 mg/l   |

## Otras Bebidas
Desde finales de 2008, comercializa lo que la empresa denomina "Bebidas funcionales". Bebidas compuestas en un 92% por Agua Sierra Cazorla junto a otros elementos naturales que previenen el envejecimiento, acaban con el estreñimiento o mejoran los índices de glucemia en personas diabéticas:
- FfiB: Contiene la mitad de la fibra vegetal que el cuerpo necesita diariamente.

- Beta 6: Rica en polifenol y flavonoides. Varios estudios médicos han demostrado ya que la ingesta continuada de este líquido en personas con diabetes tipo II mejoran sus índices de glucemia.

- TeaW: También cargada de antioxidantes y con la promesa de ayudar a retrasar el envejecimiento celular, incluye entre sus ingredientes el té blanco.

- Evo2: Bebida isotónica baja en calorías que repone, hidrata y mineraliza el cuerpo de forma inmediata y tras un esfuerzo físico.